# Ciclismo nos Jogos Pan-Americanos de 2015 - Omnium masculino
A competição do omnium masculino foi um dos eventos do ciclismo nos Jogos Pan-Americanos de 2015 em Toronto. Foi disputada no Velódromo Cisco Pan e Parapan-Americano de Milton, em Milton entre os dias 16 e 17 de julho.

## Calendário
Horário local (UTC-4).
| Data        | Horário | Fase                   |
| ----------- | ------- | ---------------------- |
| 16 de julho | 12:08   | Scratch                |
| 16 de julho | 12:54   | Perseguição individual |
| 16 de julho | 19:01   | Corrida de eliminação  |
| 17 de julho | 11:24   | 1 km contra o relógio  |
| 17 de julho | 12:19   | Flying Lap             |
| 17 de julho | 19:40   | Corrida por pontos     |
| 17 de julho | 19:40   | Resultado final        |

## Medalhistas
| Ouro   | COL Fernando Gaviria |
| Prata  | MEX Ignacio Prado    |
| Bronze | BRA Gideoni Monteiro |

## Resultados

### Scratch
Foi percorrido um percurso de 15.000 metros.
| Colocação | Ciclista             | Nacionalidade         | Voltas atrás | Notas |
| --------- | -------------------- | --------------------- | ------------ | ----- |
| 1         | José Ragonessi       | ECU Equador           |              |       |
| 2         | Gideoni Monteiro     | BRA Brasil            | -1           |       |
| 3         | Mauro Richeze        | ARG Argentina         | -1           |       |
| 4         | Rémi Pelletier-Roy   | CAN Canadá            | -1           |       |
| 5         | Enrique Diaz Cedeno  | VEN Venezuela         | -1           |       |
| 6         | Ignacio Prado        | MEX México            | -1           |       |
| 7         | Fernando Gaviria     | COL Colômbia          | -1           |       |
| 8         | Cristopher Mansilla  | CHI Chile             | -1           |       |
| 9         | Varun Maharajh       | TTO Trinidad e Tobago | -1           |       |
| 10        | Alfredo Ajpacaja Tax | ARG Argentina         | DNF          |       |
| 10        | Eduardo Colon Ortiz  | PUR Porto Rico        | DNF          |       |

### Perseguição individual
Foi percorrido um percurso de 4.000 metros.
| Colocação | Ciclista             | Nacionalidade         | Tempo    | Notas |
| --------- | -------------------- | --------------------- | -------- | ----- |
| 1         | Rémi Pelletier-Roy   | CAN Canadá            | 4:25.189 |       |
| 2         | Gideoni Monteiro     | BRA Brasil            | 4:26.931 |       |
| 3         | Fernando Gaviria     | COL Colômbia          | 4:28.097 |       |
| 4         | Ignacio Prado        | MEX México            | 4:28.935 |       |
| 5         | Mauro Richeze        | ARG Argentina         | 4:34.279 |       |
| 6         | Jose Ragonessi       | ECU Equador           | 4:37.811 |       |
| 7         | Enrique Diaz Cedeno  | VEN Venezuela         | 4:39.971 |       |
| 8         | Varun Maharajh       | TTO Trinidad e Tobago | 4:45.842 |       |
| 9         | Cristopher Mansilla  | CHI Chile             | 4:47.760 |       |
| 10        | Alfredo Ajpacaja Tax | ARG Argentina         | 4:53.659 |       |
| 11        | Eduardo Colon Ortiz  | PUR Porto Rico        | 4:57.454 |       |

### Corrida de eliminação
Foi percorrido um percurso de 8.500 metros.
| Colocação | Ciclista             | Nacionalidade         | Notas |
| --------- | -------------------- | --------------------- | ----- |
| 1         | Fernando Gaviria     | COL Colômbia          |       |
| 2         | Gideoni Monteiro     | BRA Brasil            |       |
| 3         | Ignacio Prado        | MEX México            |       |
| 4         | Enrique Diaz Cedeno  | VEN Venezuela         |       |
| 5         | Varun Maharajh       | TTO Trinidad e Tobago |       |
| 6         | Jose Ragonessi       | ECU Equador           |       |
| 7         | Cristopher Mansilla  | CHI Chile             |       |
| 8         | Mauro Richeze        | ARG Argentina         |       |
| 9         | Rémi Pelletier-Roy   | CAN Canadá            |       |
| 10        | Eduardo Colon Ortiz  | PUR Porto Rico        |       |
| 11        | Alfredo Ajpacaja Tax | ARG Argentina         |       |

### 1 km contra o relógio
Foi percorrido um percurso de 1.000 metros.
| Colocação | Ciclista             | Nacionalidade         | Tempo    | Notas |
| --------- | -------------------- | --------------------- | -------- | ----- |
| 1         | Fernando Gaviria     | COL Colômbia          | 1:03.824 |       |
| 2         | Mauro Richeze        | ARG Argentina         | 1:04.882 |       |
| 3         | Rémi Pelletier-Roy   | CAN Canadá            | 1:04.910 |       |
| 4         | Ignacio Prado        | MEX México            | 1:05.181 |       |
| 5         | Enrique Diaz Cedeno  | VEN Venezuela         | 1:05.545 |       |
| 6         | Cristopher Mansilla  | CHI Chile             | 1:05.894 |       |
| 7         | Gideoni Monteiro     | BRA Brasil            | 1:06.005 |       |
| 8         | Varun Maharajh       | TTO Trinidad e Tobago | 1:06.057 |       |
| 9         | Eduardo Colon Ortiz  | PUR Porto Rico        | 1:08.419 |       |
| 10        | Jose Ragonessi       | ECU Equador           | 1:09.762 |       |
| 11        | Alfredo Ajpacaja Tax | ARG Argentina         | 1:10.475 |       |

### Flying Lap
Foi percorrido um percurso de 250 metros.
| Colocação | Ciclista             | Nacionalidade         | Tempo  | Notas |
| --------- | -------------------- | --------------------- | ------ | ----- |
| 1         | Fernando Gaviria     | COL Colômbia          | 13.433 |       |
| 2         | Rémi Pelletier-Roy   | CAN Canadá            | 13.480 |       |
| 3         | Cristopher Mansilla  | CHI Chile             | 13.644 |       |
| 4         | Mauro Richeze        | ARG Argentina         | 13.687 |       |
| 5         | Gideoni Monteiro     | BRA Brasil            | 13.718 |       |
| 6         | Varun Maharajh       | TTO Trinidad e Tobago | 13.884 |       |
| 7         | Ignacio Prado        | MEX México            | 13.910 |       |
| 8         | Enrique Diaz Cedeno  | VEN Venezuela         | 13.954 |       |
| 9         | Eduardo Colon Ortiz  | PUR Porto Rico        | 14.127 |       |
| 10        | Alfredo Ajpacaja Tax | ARG Argentina         | 14.804 |       |
| 11        | Jose Ragonessi       | ECU Equador           | 15.115 |       |

### Corrida por pontos
Foi percorrido um percurso de 40.000 metros.
| Colocação | Ciclista             | Nacionalidade         | Points | Notes |
| --------- | -------------------- | --------------------- | ------ | ----- |
| 1         | Fernando Gaviria     | COL Colômbia          | 61     |       |
| 2         | Ignacio Prado        | MEX México            | 57     |       |
| 3         | Cristopher Mansilla  | CHI Chile             | 41     |       |
| 4         | Jose Ragonessi       | ECU Equador           | 35     |       |
| 5         | Mauro Richeze        | ARG Argentina         | 35     |       |
| 6         | Gideoni Monteiro     | BRA Brasil            | 27     |       |
| 7         | Rémi Pelletier-Roy   | CAN Canadá            | 20     |       |
| 8         | Enrique Diaz Cedeno  | VEN Venezuela         | 20     |       |
| 9         | Alfredo Ajpacaja Tax | ARG Argentina         |        |       |
| 9         | Varun Maharajh       | TTO Trinidad e Tobago |        |       |
| 11        | Eduardo Colon Ortiz  | PUR Porto Rico        | DNF    |       |

### Resultado final
| Colocação         | Ciclista             | Nacionalidade         | Scratch | P.I | C.E | 1km c/r | Flying Lap | C.P | Total de pontos | Notas |
| ----------------- | -------------------- | --------------------- | ------- | --- | --- | ------- | ---------- | --- | --------------- | ----- |
| Medalha de ouro   | Fernando Gaviria     | COL Colômbia          | 28      | 36  | 40  | 40      | 40         | 61  | 245             |       |
| Medalha de prata  | Ignacio Prado        | MEX México            | 30      | 34  | 36  | 34      | 28         | 57  | 219             |       |
| Medalha de bronze | Gideoni Monteiro     | BRA Brasil            | 38      | 38  | 38  | 28      | 32         | 27  | 201             |       |
| 4                 | Mauro Richeze        | ARG Argentina         | 36      | 32  | 26  | 38      | 34         | 35  | 201             |       |
| 5                 | Rémi Pelletier-Roy   | CAN Canadá            | 34      | 40  | 24  | 36      | 38         | 20  | 192             |       |
| 6                 | Cristopher Mansilla  | CHI Chile             | 26      | 24  | 28  | 30      | 36         | 41  | 185             |       |
| 7                 | Jose Ragonessi       | ECU Equador           | 40      | 30  | 30  | 22      | 20         | 35  | 177             |       |
| 8                 | Enrique Diaz Cedeno  | VEN Venezuela         | 32      | 28  | 34  | 32      | 26         | 20  | 172             |       |
| 9                 | Varun Maharajh       | TTO Trinidad e Tobago | 24      | 26  | 32  | 26      | 30         |     | 138             |       |
| 10                | Alfredo Ajpacaja Tax | ARG Argentina         | -40     | 22  | 20  | 20      | 22         |     | 44              |       |
| 11                | Eduardo Colon Ortiz  | PUR Porto Rico        | -40     | 20  | 22  | 24      | 24         | -80 | -30             |       |

Legenda
| Recorde mundial                  | Recorde mundial (World record)               |                       | Recorde africano                      | Recorde africano (African) |                                           | Q | Classificado por posição (Qualified) |
| Recorde dos Jogos Pan-Americanos | Recorde pan-americano (Pan-American record)  | Recorde da América    | Recorde da América (Americas)         | q                          | Classificado por melhor tempo (Qualified) |   |                                      |
| Melhor marca do ano              | Melhor marca do ano (World leading)          | Recorde asiático      | Recorde asiático (Asian)              | DNS                        | Não largou (Did not start)                |   |                                      |
| Recorde nacional                 | Recorde nacional (National record)           | Recorde europeu       | Recorde europeu (European)            | DNF                        | Não terminou (Did not finish)             |   |                                      |
| Recorde pessoal                  | Recorde pessoal do atleta (Personal best)    | Recorde da Oceania    | Recorde da Oceania (Oceania)          | DSQ / DQ                   | Desclassificado (Disqualified)            |   |                                      |
| Recorde da temporada             | Recorde da temporada do atleta (Season best) | Recorde sul-americano | Recorde sul-americano (South America) | NM                         | Sem marca (No mark)                       |   |                                      |